# Équipe cycliste V Australia
L'équipe cycliste V Australia (connue également sous le nom de Fly V Australia)  est une équipe cycliste australienne. Créée en 2009, elle reste active jusqu'en 2011. Durant son existence, elle court avec le statut d'équipe continentale.

## Histoire de l'équipe
En 2010, la direction de l'équipe a eu pour projet de créer une équipe avec le statut de ProTeam sous le nom de Pegasus Racing. L'Union cycliste internationale lui a cependant refusé la licence souhaitée, ainsi qu'une licence d'équipe continentale professionnelle.

## Principales victoires
- Tour de Tasmanie : Bernard Sulzberger (2009)
- Tour de Beauce : Benjamin Day (2010)
- Tour du lac Taihu : David Kemp (2010)
- Tour of Elk Grove : Jonathan Cantwell (2010)
- Redlands Bicycle Classic : Benjamin Day (2010)

## Classements sur les circuits continentaux
L'équipe participe aux épreuves des circuits continentaux et principalement au calendrier de l'UCI Oceania Tour. Le tableau ci-dessous présente les classements de l'équipe sur ce circuit, ainsi que son meilleur coureur au classement individuel.
UCI Africa Tour
| Saison | Classement par équipes | Meilleur coureur au classement individuel |
| ------ | ---------------------- | ----------------------------------------- |
| 2010   | 5e                     | Jay Robert Thomson (8e)                   |

UCI America Tour
| Saison | Classement par équipes | Meilleur coureur au classement individuel |
| ------ | ---------------------- | ----------------------------------------- |
| 2009   | 17e                    | Charles Dionne (70e)                      |
| 2010   | 6e                     | Benjamin Day (16e)                        |
| 2011   | 26e                    | Darren Rolfe (218e)                       |

UCI Asia Tour
| Saison | Classement par équipes | Meilleur coureur au classement individuel |
| ------ | ---------------------- | ----------------------------------------- |
| 2010   | 18e                    | David Tanner (50e)                        |
| 2011   | 15e                    | Johnnie Walker (40e)                      |

UCI Oceania Tour
| Saison | Classement par équipes | Meilleur coureur au classement individuel |
| ------ | ---------------------- | ----------------------------------------- |
| 2009   | 11e                    | Benjamin Day (10e)                        |
| 2010   | 2e                     | Jonathan Cantwell (3e)                    |
| 2011   | 7e                     | Bernard Sulzberger (10e)                  |

## V Australia en 2011

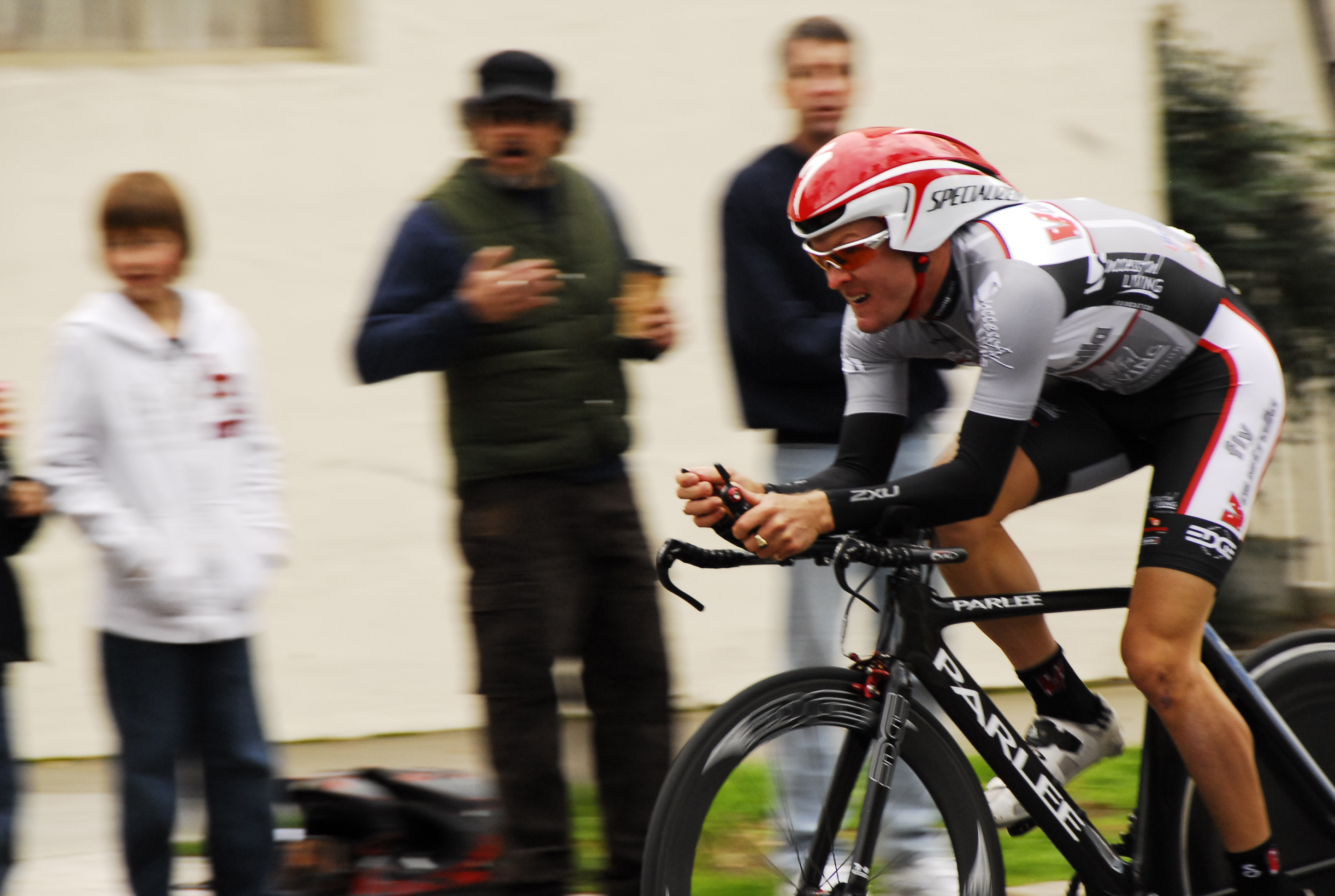
Bernard Sulzberger au Tour de Californie 2009

## V Australia en 2011[2]

### Effectif
| Cycliste           | Date de naissance | Nationalité | Équipe 2010                      |
| ------------------ | ----------------- | ----------- | -------------------------------- |
| Hayden Brooks      | 12.05.1986        | Australie   | Fly V Australia                  |
| Jonathan Cantwell  | 08.01.1982        | Australie   | Fly V Australia                  |
| Zachary Davies     | 27.12.1985        | États-Unis  | Fly V Australia                  |
| Michael Freiberg   | 10.10.1990        | Australie   | Jayco-Skins                      |
| Aaron Kemps        | 10.09.1983        | Australie   | Fly V Australia                  |
| Ben Kersten        | 21.09.1981        | Australie   | Fly V Australia                  |
| Scott Law          | 09.03.1991        | Australie   | Néoprofessionnel                 |
| Peter McDonald     | 22.09.1978        | Australie   | Drapac Porsche                   |
| Cameron Peterson   | 04.12.1983        | Australie   | Néoprofessionnel                 |
| Darren Rolfe       | 11.11.1981        | Australie   | Fly V Australia                  |
| Taylor Shelden     | 31.03.1987        | États-Unis  | Néoprofessionnel                 |
| Sean Sullivan      | 08.08.1978        | Australie   | Hotel San José                   |
| Bernard Sulzberger | 05.12.1983        | Australie   | Fly V Australia                  |
| Johnnie Walker     | 17.03.1987        | Australie   | Footon-Servetto                  |
| Nicholas Walker    | 13.03.1984        | Australie   | Ex-pro (Cinelli-Down Under 2009) |
| Chris Winn         | 12.03.1984        | Australie   | Néoprofessionnel                 |

### Victoires
| Date       | Course                           | Pays  | Classe | Vainqueur   |
| ---------- | -------------------------------- | ----- | ------ | ----------- |
| 02/07/2011 | 1re étape du Tour du lac Qinghai | Chine | 2.HC   | Aaron Kemps |
| 20/09/2011 | 9e étape du Tour de Chine        | Chine | 2.1    | Aaron Kemps |
| 03/11/2011 | 9e étape du Tour du lac Taihu    | Chine | 2.2    | Aaron Kemps |